# Tarbinskiellus neotropicus
Tarbinskiellus neotropicus is een rechtvleugelig insect uit de familie krekels (Gryllidae). De wetenschappelijke naam van deze soort is voor het eerst geldig gepubliceerd in 2001 door Gorochov.